# Edmund Randolph
Edmund Jenings Randolph  (født 10. august 1753, død 12. september 1813) var en amerikansk advokat, guvernør i Virginia, udenrigsminister, og USA's første justitsminister.

## Biografi
Randolph blev født i Williamsburg, Virginia, og var af den indflydelsesrige Randolph-familie. Han blev uddannet ved College of William & Mary. Efter sluttet skolegang studerede han jura, med hjælp fra sin far John Randolph og sin onkel Peyton Randolph. I forbindelse med revolutionen i 1775, sluttede Randolph sig til Den kontinentale armé som Aide-de-camp for general George Washington.
Da Randolphs onkel, Peyton Randolph, døde i oktober 1775, vendte han tilbage til Virginia i forbindelse med arveopgøret. Mens han var der blev han valgt til repræsentant til Virginia-kongressen. Han skulle blive ordfører i Williamsburg, og senere den første justitsminister i USA under det nye demokrati.
Han blev 29. august 1776 gift med Sara Elizabeth Nicholas, og sammen fik de seks børn. 
Randolph døde 12. september 1813 under et besøg hos sin ven Nathaniel Burwell i Millwood, Virginia.